# Công viên Karol Marcinkowski ở Poznań

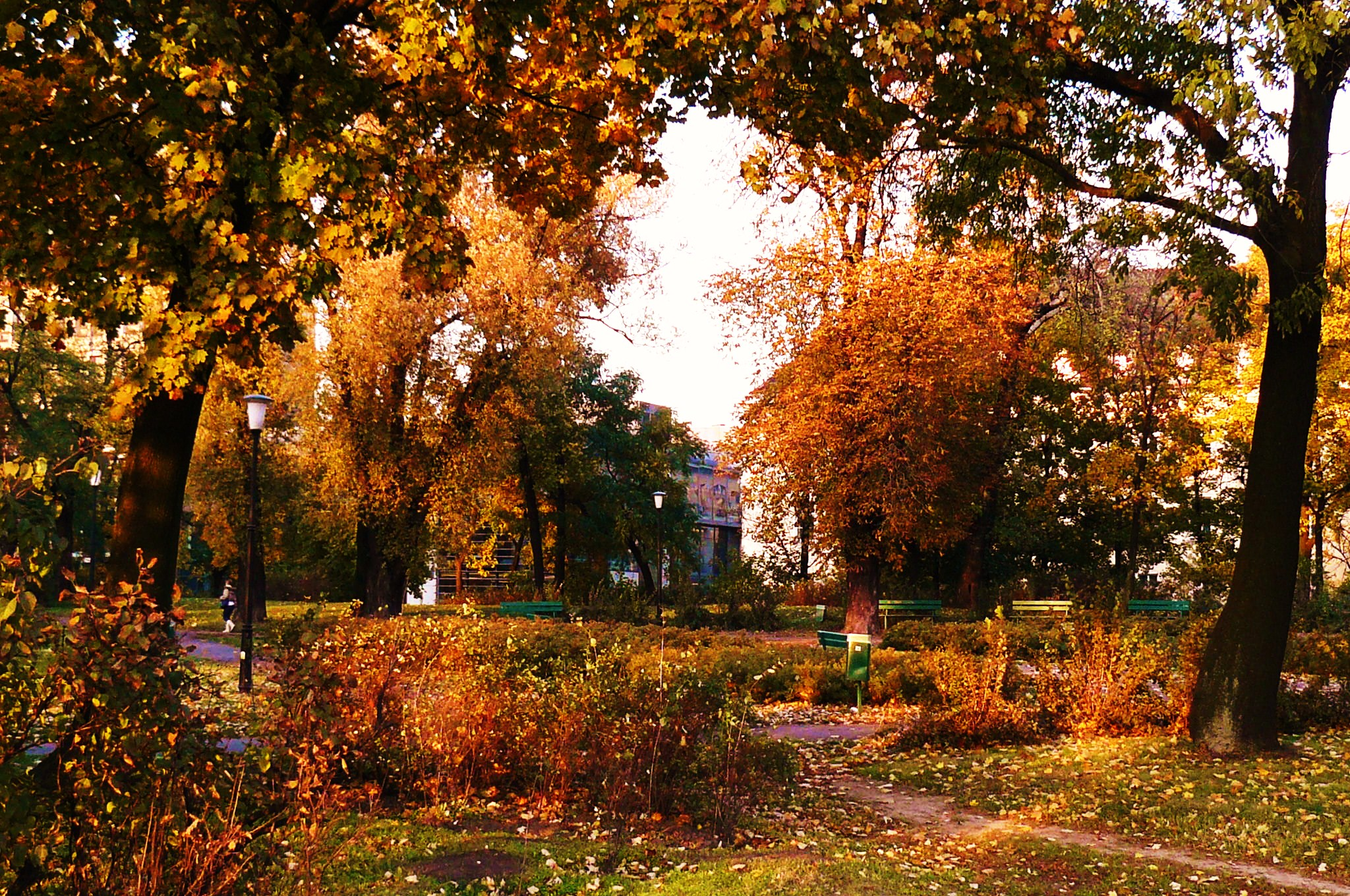
Công viên Karol Marcinkowski ở Poznań (2010)

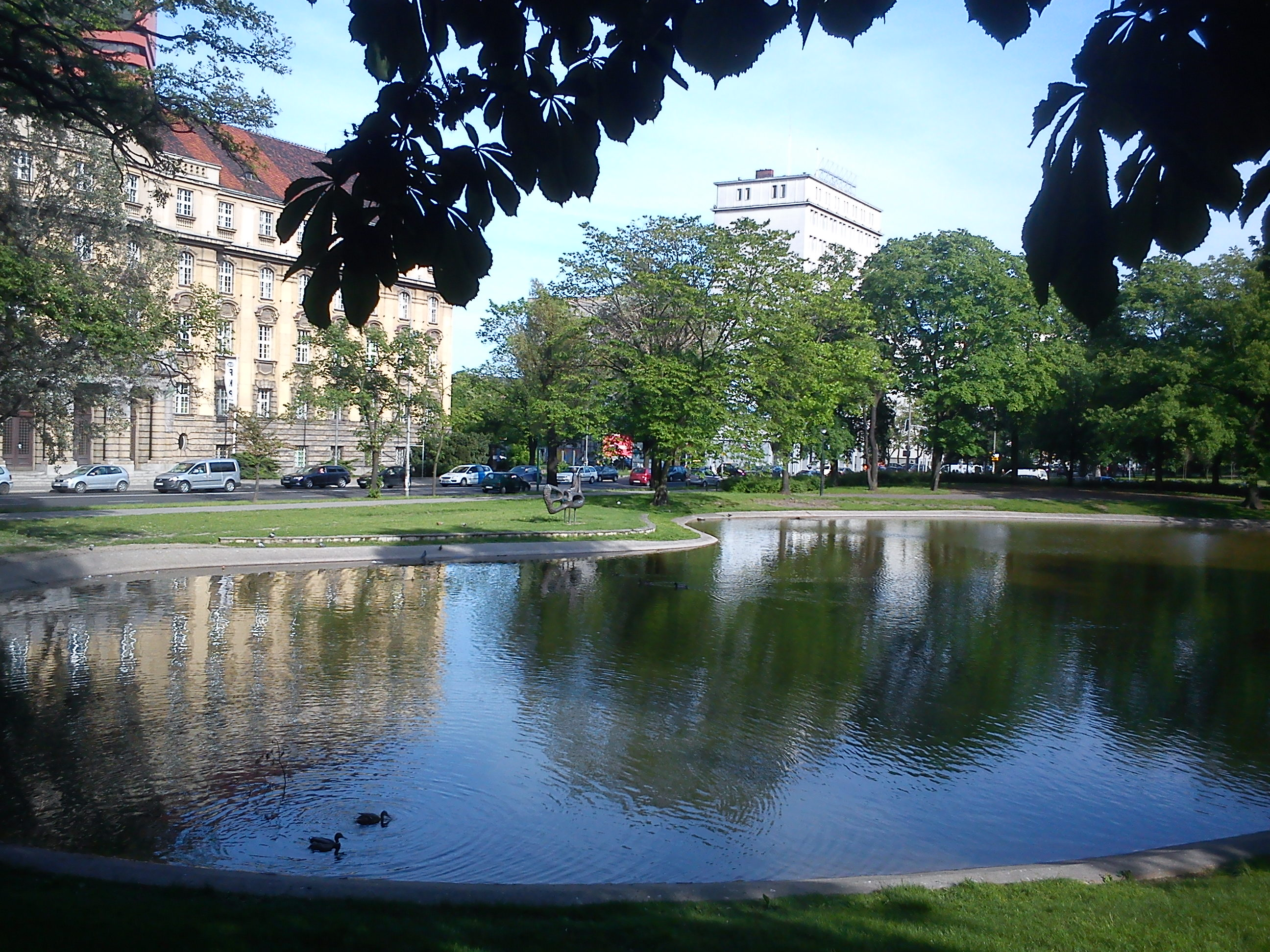
Công viên Karol Marcinkowski ở Poznań (2012)

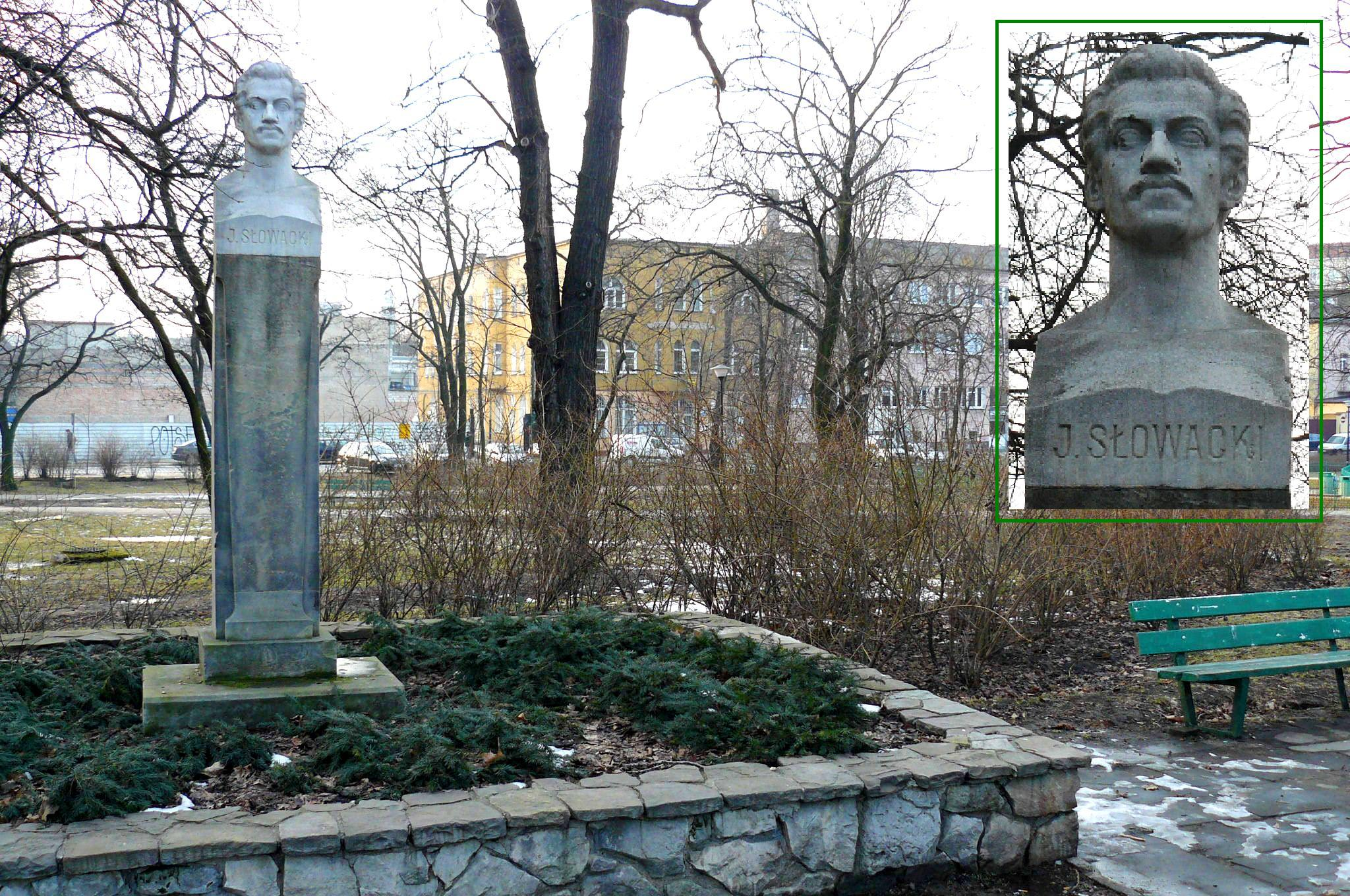
Tượng đài bán thân nhà thơ Juliusz Słowacki

Công viên Karol Marcinkowski ở Poznań (tiếng Ba Lan: Park Karola Marcinkowskiego w Poznaniu) là một trong những công viên lịch sử đẹp như tranh vẽ, tọa lạc tại trung tâm Poznań, Ba Lan. Năm 1919, Công viên chính thức có tên như hiện nay (tên trước đây: Công viên Schiller). Công viên đã được đưa vào sổ đăng ký di tích - Viện Di sản Quốc gia (Ba Lan).

## Khám phá
Công viên Karol Marcinkowski tiếp giáp với Đại lộ Niepodległości và Phố Towarowej.
Công viên Karol Marcinkowski là một nơi lý tưởng, nổi tiếng với nhiều di tích và tác phẩm nghệ thuật để cư dân cũng như du khách khám phá, chẳng hạn như:
- Phần trung tâm công viên có một cái ao (từ đầu thế kỷ 20) với một đài phun nước.
- Tượng đài bán thân nhà thơ Juliusz Słowacki (1923 - bằng đá cẩm thạch trắng) - tác giả: Władysław Marcinkowski.
- Tác phẩm điêu khắc một chú chim công trên Đại lộ Niepodległości - tác giả: Anna Krzymańska.
- Tác phẩm điêu khắc Pożegnanie Marii (Vĩnh biệt Maria) - tác giả: Stanisław Jagmin (lấy cảm hứng từ cuốn tiểu thuyết Maria của nhà văn Antoni Malczewski).
- Khu vực phía bắc (ngày nay thuộc Công viên Roman Maciejewski)[2] có một đài phun nước bằng gạch (từ năm 1913). Trung tâm đài phun nước này từng có một tượng chiến binh Brandenburg mặc áo giáp, tay cầm biểu ngữ (tác giả: Reinhold Felderhoff).[3]
- Một lô cốt lịch sử, phần còn lại của pháo đài cũ Colomb Bastion.

Ngoài ra, Công viên sở hữu nhiều loài cây lâu năm như: Cây liễu, cây phong, cây sồi, cây dương Canada, cây hạt dẻ, và các loài cây thuộc loại hạt khác.